# Kibic (serial telewizyjny)
Kibic – polski serial sensacyjny w reżyserii Łukasza Palkowskiego, udostępniony 29 stycznia 2025 roku na platformie VOD Netflix.

## Fabuła
Nastoletni Kuba Wójcik (Grzegorz Palkowski) wbrew ostrzeżeniom matki, Justyny (Marta Żmuda Trzebiatowska) decyduje się wejść w świat nielegalnych ustawek kibiców rywalizujących drużyn sportowych, w którym dawniej, przed trafieniem do zakładu karnego obracał się jego ojciec – „Kocur” (Karol Pocheć).

## Obsada

### Główna
- Grzegorz Palkowski – Kuba Wójcik
- Mila Jankowska – Blanka Mazur
- Karol Pocheć – Michał Wójcik „Kocur”, ojciec Kuby
- Marta Żmuda Trzebiatowska – Justyna Wójcik, matka Kuby
- Wojciech Zieliński – Tomasz Galicki „Zyga”
- Kamil Nożyński – „Chrobry”
- Krystian Pesta – „Mokry”
- Jakub Nosiadek – „Piru”
- Fabian Kocięcki – „Bodek”
- Michał Filipiak – „Beka”

### Drugoplanowa i epizodyczna
- Bartosz Obuchowicz – komisarz Artur Wieczorek
- Natalia Rybicka – Gośka Galicka
- Michał Gadomski – nadkomisarz Łukasz Szymański
- Antoni Bronner – Mikołaj Wójcik, brat Kuby
- Bartłomiej Krat – „Siwy”
- Magda Groszek – Ola Galicka
- Arkadiusz Detmer – nauczyciel w technikum
- Mikołaj Matczak – Ziemek
- Marek Wywioł – „Cygan”
- Jan Litvinovitch – „Mały”
- Paweł Dobek – kierownik sortowni
- Mariusz Bonaszewski – profesor Wiktor Jaworski
- Krzysztof Ogonek – „Ogonek”
- Małgorzata Klara – wychowawczyni w domu dziecka
- Maciej Kobiela – uczeń „Pilchu”
- Anita Jancia – mama Blanki
- Piotr Gajos – tata Blanki
- Marek Pituch – Marian

## Odcinki
| Odcinek | Reżyseria        | Scenariusz    | Premiera (Netflix) |
| ------- | ---------------- | ------------- | ------------------ |
|         |                  |               |                    |
| 1       | Łukasz Palkowski | Klaudiusz Kuś | 29 stycznia 2025   |
|         |                  |               |                    |
| 2       | Łukasz Palkowski | Klaudiusz Kuś | 29 stycznia 2025   |
|         |                  |               |                    |
| 3       | Łukasz Palkowski | Klaudiusz Kuś | 29 stycznia 2025   |
|         |                  |               |                    |
| 4       | Łukasz Palkowski | Klaudiusz Kuś | 29 stycznia 2025   |
|         |                  |               |                    |
| 5       | Łukasz Palkowski | Klaudiusz Kuś | 29 stycznia 2025   |
|         |                  |               |                    |